# Saint-Barthélemy (Vaud)
Saint-Barthélemy és un municipi de Suïssa del cantó de Vaud, situat al districte del Gros-de-Vaud.

## Persones notables
- Lucien Favre, entrenador de futbol.